# Giovanni Battista Giberti
Giovanni Battista Giberti, conosciuto anche come Giovambattista o Giovan Battista (San Ginesio, 1632 – Fano, 26 novembre 1720), è stato un vescovo cattolico italiano.

## Biografia
Nacque in provincia di Macerata, a San Ginesio, da Cralo Battista. Frequentò e si laureò all'Università di Roma in diritto civile e canonico. Fu vicario generale del cardinale Alderano Cibo, durante il suo episcopato a Frascati fra il 1680 e 1683. Venne nominato vescovo di Cava da papa Innocenzo XI, carica che mantenne fino al 1696 quando fu trasferito a Fano, in sostituzione del cardinale Taddeo Luigi dal Verme, trasferito alla diocesi di Imola.
Morì a Fano nel 1720.

## Genealogia episcopale
La genealogia episcopale è:
- Cardinale Guillaume d'Estouteville, O.S.B.Clun.
- Papa Sisto IV
- Papa Giulio II
- Cardinale Raffaele Sansone Riario
- Papa Leone X
- Papa Paolo III
- Cardinale Francesco Pisani
- Cardinale Alfonso Gesualdo di Conza
- Papa Clemente VIII
- Cardinale Pietro Aldobrandini
- Cardinale Laudivio Zacchia
- Cardinale Antonio Barberini, O.F.M.Cap.
- Cardinale Alessandro Crescenzi, C.R.S.
- Vescovo Giovanni Battista Giberti